# Akinori Ichikawa
Akinori Ichikawa (市川 暉記 Ichikawa Akinori?, Kanagawa, 19 de octubre de 1998) es un futbolista japonés que juega como guardameta en el Yokohama FC de la J1 League.

## Trayectoria
En 2017 se unió al Yokohama FC de la J2 League. Después de eso, jugó en el Gainare Tottori.

## Clubes
| Club                     | País  | Año   |
| ------------------------ | ----- | ----- |
| Yokohama FC              | Japón | 2017- |
| Gainare Tottori (cedido) | Japón | 2019  |
| Gamba Osaka (cedido)     | Japón | 2023  |